# Fulgence Rabemahafaly
Fulgence Rabemahafaly (ur. 23 maja 1951 roku w Miarinavaratra) – madagaskarski duchowny katolicki, arcybiskup Fianarantsoa od 2002.

## Życiorys
Święcenia kapłańskie przyjął 14 sierpnia 1980 roku. 

## Episkopat
3 czerwca 1999 roku został mianowany przez papieża Jana Pawła II biskupem diecezji Ambositra. Sakry biskupiej udzielił mu 31 października 1999 roku Philibert Randriambololona - ówczesny arcybiskup archidiecezji Fianarantsoa. W dniu 1 października 2002 roku został mianowany przez tegoż papieża arcybiskupem archidiecezji Fianarantsoa.